# Влахово (Житорађа)
Влахово је насеље у Србији у општини Житорађа у Топличком округу. Према попису из 2022. било је 424 становника (према попису из 1991. било је 581 становника).

## Демографија
У насељу Влахово живи 406 пунолетних становника, а просечна старост становништва износи 43,8 година (45,0 код мушкараца и 42,6 код жена). У насељу има 134 домаћинства, а просечан број чланова по домаћинству је 3,16.
Ово насеље је великим делом насељено Србима (према попису из 2002. године), а у последња три пописа, примећен је пад у броју становника.
|  |

| Демографија | Демографија | Демографија |
| Година      | Становника  | Становника  |
| ----------- | ----------- | ----------- |
| 1948.       | 650         |             |
| 1953.       | 674         |             |
| 1961.       | 699         |             |
| 1971.       | 668         |             |
| 1981.       | 627         |             |
| 1991.       | 581         | 569         |
| 2002.       | 506         | 512         |
| 2011.       | 511         |             |
| 2022.       | 424         |             |

| Етнички састав према попису из 2002.‍ | Етнички састав према попису из 2002.‍ | Етнички састав према попису из 2002.‍ | Етнички састав према попису из 2002.‍ | Етнички састав према попису из 2002.‍ |
| ------------------------------------ | ------------------------------------ | ------------------------------------ | ------------------------------------ | ------------------------------------ |
|                                      |                                      |                                      |                                      |                                      |
| Срби                                 | Срби                                 |                                      | 477                                  | 94,26%                               |
| Роми                                 | Роми                                 |                                      | 24                                   | 4,74%                                |
| непознато                            | непознато                            |                                      | 5                                    | 0,98%                                |

| Година пописа     | 1948. | 1953. | 1961. | 1971. | 1981. | 1991. | 2002. |
| ----------------- | ----- | ----- | ----- | ----- | ----- | ----- | ----- |
| Број домаћинстава | 103   | 120   | 137   | 147   | 160   | 158   | 144   |

| Број чланова      | 1  | 2  | 3  | 4  | 5  | 6  | 7 | 8 | 9 | 10 и више | Просек |
| ----------------- | -- | -- | -- | -- | -- | -- | - | - | - | --------- | ------ |
| Број домаћинстава | 23 | 34 | 23 | 18 | 15 | 24 | 3 | 3 | 0 | 1         | 3,51   |

| Пол    | Укупно | Неожењен/Неудата | Ожењен/Удата | Удовац/Удовица | Разведен/Разведена | Непознато |
| ------ | ------ | ---------------- | ------------ | -------------- | ------------------ | --------- |
| Мушки  | 216    | 44               | 144          | 13             | 4                  | 11        |
| Женски | 210    | 21               | 142          | 31             | 5                  | 11        |
| УКУПНО | 426    | 65               | 286          | 44             | 9                  | 22        |

| Пол    | Укупно                    | Пољопривреда, лов и шумарство | Рибарство                            | Вађење руде и камена | Прерађивачка индустрија       |
| ------ | ------------------------- | ----------------------------- | ------------------------------------ | -------------------- | ----------------------------- |
| Мушки  | 94                        | 13                            | 0                                    | 1                    | 33                            |
| Женски | 47                        | 11                            | 0                                    | 0                    | 11                            |
| УКУПНО | 141                       | 24                            | 0                                    | 1                    | 44                            |
| Пол    | Производња и снабдевање   | Грађевинарство                | Трговина                             | Хотели и ресторани   | Саобраћај, складиштење и везе |
| Мушки  | 0                         | 7                             | 13                                   | 0                    | 7                             |
| Женски | 0                         | 0                             | 8                                    | 0                    | 1                             |
| УКУПНО | 0                         | 7                             | 21                                   | 0                    | 8                             |
| Пол    | Финансијско посредовање   | Некретнине                    | Државна управа и одбрана             | Образовање           | Здравствени и социјални рад   |
| Мушки  | 1                         | 1                             | 8                                    | 0                    | 4                             |
| Женски | 0                         | 0                             | 0                                    | 1                    | 10                            |
| УКУПНО | 1                         | 1                             | 8                                    | 1                    | 14                            |
| Пол    | Остале услужне активности | Приватна домаћинства          | Екстериторијалне организације и тела | Непознато            | Непознато                     |
| Мушки  | 0                         | 0                             | 0                                    | 6                    | 6                             |
| Женски | 1                         | 0                             | 0                                    | 4                    | 4                             |
| УКУПНО | 1                         | 0                             | 0                                    | 10                   | 10                            |